# Батин (остров)
Остров Батѝн е български дунавски остров, разположен от 522,5 до 529,5 км по течението на реката в Област Русе, община Борово. Площта му е 4,2 km2, която му отрежда 4-то място по големина сред българските дунавски острови след Белене, Козлодуй и Вардим.
Островът се намира северно от село Батин, има елипсовидна форма с дължина от 6 км и максималната ширина – 1,8 км и отстои на 180 – 200 м от българския бряг. Максималната му надморска височина е 19,8 м и се намира в най-западната част на острова и представлява около 9 м денивелация над нивото на река Дунав. Образуван е от глинесто-песъчливи речни наноси с алувиални почви, обрасъл главно с върби. Част от острова при високи води на реката се залива и има 2 блата, като по-голямото е с площ около 14 ха, а по-малкото – 4,5 ха. Използва се за паша на добитък, а част от земите му се обработват.
Островът е част от територията на Държавно дивечовъдно стопанство „Дунав“, Русе, като тук е изграден един от най-луксозните ловни домове в Североизточна България. Северозападно от Батин е малкият Дойчов остров, който е обявен за защитена местност Дойчов остров.

## Топографска карта
- Лист от карта K-35-4. Мащаб: 1 : 100 000.